# Andrew Chi-Chih Yao
 Andrew Chi-Chih Yao  (xinès: 姚期智; pinyin: Yao Qizhì) (Xangai, Xina, 24 de desembre de 1946) és un destacat científic xinès en l'àmbit de la computació.
Va acabar la seva carrera de pregrau en la Universitat Nacional de Taiwan, el 1967, va obtenir el grau de doctorat en física a la Universitat Harvard el 1972, i un PhD en Ciències de la computació a la Universitat d'Illinois el 1975. Ha laborat en diferents centres de recerca, com l'IBM Research Center, Bell Laboratories, Xerox Palo Alto Research Center, DEC Systems Research Center, Microsoft Research Àsia, ha estat professor del MIT, de la Universitat Stanford, Universitat de Califòrnia a Berkeley, Universitat de Princeton, i actualment és professor de la Universitat Tsinghua.
Ha rebut moltes distincions i premis, entre els quals destaquen el Premi Turing, el més prestigiós en el camp de la Ciències de la computació, l'any 2000, en reconeixement de la seva contribució fonamental a la teoria de la computació, incloent-hi la teoria basada en la complexitat de la generació de nombres pseudoaleatoris, criptografia, i la complexitat de la comunicació.
És membre de l'Acadèmia Nacional de Ciències dels Estats Units, membre fellow de l'Acadèmia d'Arts i Ciències Americana, i membre extern de l'Acadèmia de Ciències de la Xina.